# Ädelbanan
Ädelbanan (Musa acuminata) är en enhjärtbladig växtart som ingår i släktet bananer, och familjen bananväxter. Ädelbananen odlas genom sterila kultivarer som Cavendish, som står för nästan all internationell bananhandel. Den har drabbats hårt av svampsjukdomen panamasjukan.